# Franciscus Johannes de Robles

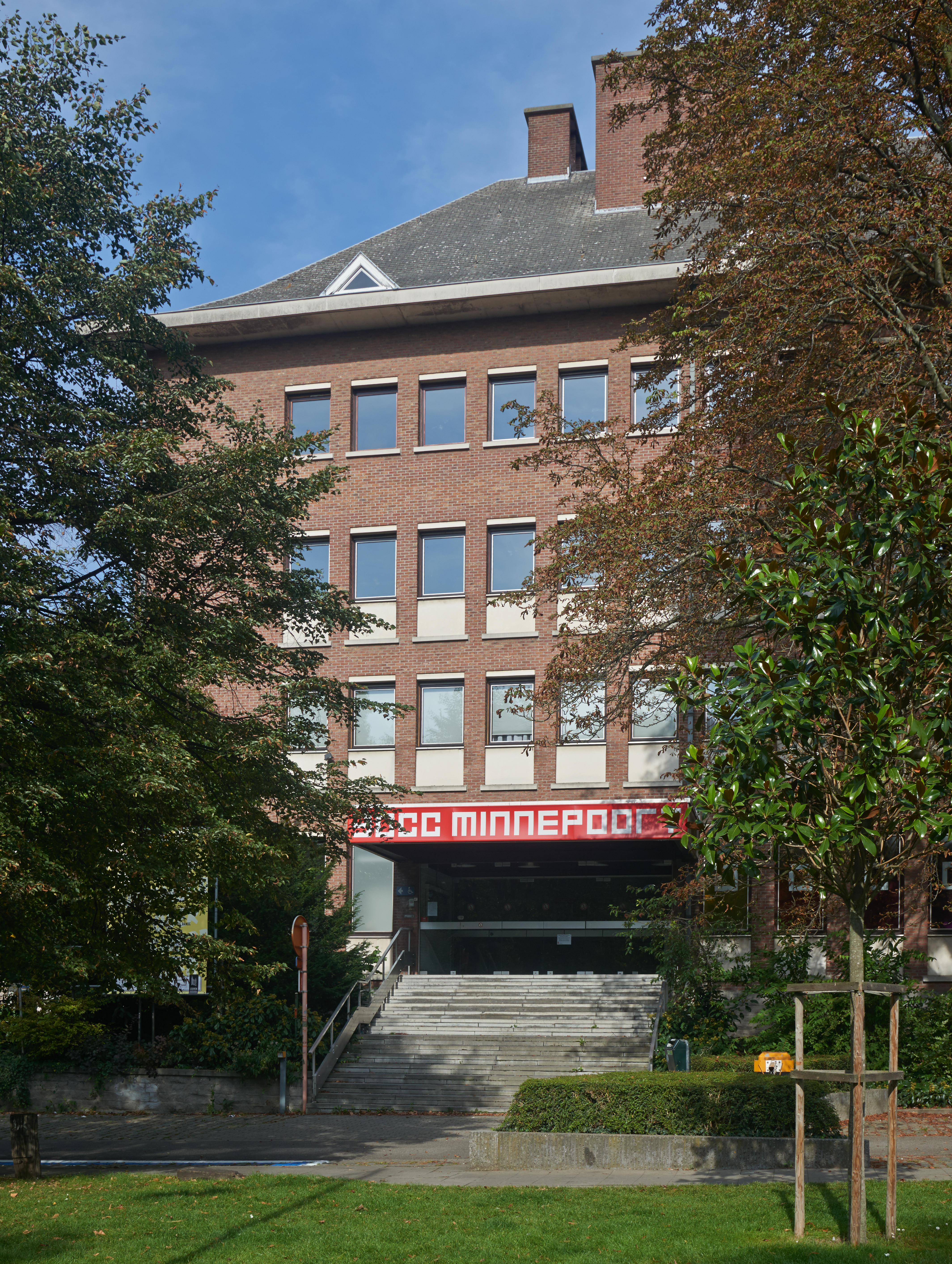
Cultureel Centrum Minnepoort in Leuven (België). Hier stond ooit het huis van bisschop de Robles van Ieper.

Franciscus Johannes de Robles (Rijsel, crica 1595 – Ieper, 18 mei 1659) was bisschop van Ieper van 1654 tot zijn dood in 1659. Het bisdom Ieper behoorde tot de Spaanse Nederlanden.

## Levensloop
De Robles werd geboren in Rijsel, toentertijd een stad in het Spaans graafschap Vlaanderen, circa 1595. Zijn ouders waren Jean de Robles, Spaans gouverneur van Rijsel, Onay en Orchies, en Marie de Liedekerke, dame van Wevelgem. Na zijn studies aan de oude universiteit van Leuven werd hij kanunnik van het kapittel van de Sint-Pieterskerk van Leuven. Hij werd later kanselier van het kapittel. De woning van de Robles stond nabij de Sint-Pieterskerk, namelijk op de plek waar vandaag de Craenendonck en de Lei kruisen. Hier staat vandaag het Cultureel Centrum Minnepoort.
De Robles was in dienst van de landvoogd van de Spaanse Nederlanden, Leopold Willem van Oostenrijk, tot deze laatste naar Wenen verhuisde in 1656. Door toedoen van Leopold Willem werd de Robles bisschop van Ieper in 1654. Triest, bisschop van Gent, wijdde hem tot bisschop van Ieper. De bisschopszetel van Ieper stond meerdere jaren leeg toen Robles aantrad. Hij stierf er in 1659. 
In 1661 trokken de kanunniken van Sint-Augustinus van Windesheim in het huis van de overleden bisschop in Leuven. Het studiehuis van de kanunniken in de Brusselsestraat rechtover de Sint-Jacobskerk, was te klein voor hen geworden. Het huis van de Robles werd het nieuwe studiehuis (1661). Later versmolt het studiehuis met het College van Craenendonck (1761-1762).